# Seznam slovenskih admiralov
Seznam slovenskih admiralov vsebuje vse admirale slovenskega rodu, ki so službovali v tujih in domačih vojnih mornaricah.
Ta seznam je sestavljen na podlagi genetskih in neideoloških kriterijev, podrobneje predstavljenih v virih - zunanje povezave. Razumljivo je, da so morda nekateri podatki nepravilni, saj mnoge vojne mornarice (avstro-ogrska, ameriška in druge) ne vodijo sezname svojih admiralov po narodnostni ali verski pripadnosti.

## Seznam

### B
- Oto Balzar (1865–1952), kontraadmiral
- Karel Bridiga (1862–1941), titularni kontraadmiral
- Heinrich Adam Anton Buchta (1833–1919), titularni viceadmiral, baron

### C
- Oskar Johann Cassini (Kacin), (1837–1921), titularni viceadmiral, baron

### D
- Heinrih Martin Denning (Denink) (1853–1926), kontraadmiral
- Artur Drexel (1865–1935), kontraadmiral

### F
- Heinrich Fayenc (1836–?), kontraadmiral

### H
- Anton Johann Haus (1851, Tolmin–1917), veliki admiral, baron, poveljnik avstro-ogrske vojne mornarice (od 1916)
- Maksimus Ferdinand Eurikus Sophie Maria Hauser (1859–1930), titularni kontraadmiral, baron
- Franc Heinz (1841–?), kontraadmiral
- Julius Marij Heinz (1839–1909), častni kontraadmiral

### K
- Michael Karl Jakob (Maximilian) Kastner (1859–1931), kontraadmiral
- Karel Kern (1828–1876), častni kontraadmiral, baron
- Ivan Koršič (1870–1941), vojaški duhovnik, mornariški generalni superior

### M
- Johann Milič (1836–?), mornariški generalni komisar
- Benno Millenkovich (1869 v Slovenskih Konjicah–1946 na Dunaju), kontraadmiral (po dr. Pahorju)

### N
- Johann Novak (1847–?), mornariški generalni komisar

### P
- Pavel Pachner (Pačner) (1870 Maribor–1937 Gradec), kontraadmiral
- Maximilian Franz Ferdinand Pitner (1833–1911), admiral, baron
- Rupert Pivec (1863–1947), mornariški generalni komisar, član pogajalske mejne ekipe 1919 v Parizu in predstavnik vojne mornarice Kraljevine Jugoslavije
- Richard Pogatschnigg (Rihard Pogačnik) (1838–1895), častni kontraadmiral, začetnik torpedistike
- Ludvig Polak (?–?), mornariški generalni komisar

### V
- Alois Valentin Konstatin Praprotnik (1854–1919), titularni kontraadmiral, poveljnik bojne ladje s katero je plul okoli sveta

### R
- Jurij Račič (?–?), vojaški duhovnik, mornariški generalni superior
- Anton Račič (1857 Ljubljana–15. 11. 1933 Solin pri Zadru), titularni kontraadmiral
- Konstantin Radey (Radej) (1868–?), kontraadmiral
- Erwin Thaddäus Raisp pl. Caliga (Kaliga), (1862 v Slovenj Gradcu–1915), kontraadmiral, načelnik kabineta velikega admirala Hausa
- Emil Roediger (Rodigar) (1832–1899), titularni kontraadmiral
- Karel Maksimilijan Schaffer (Šafer) (1831 v Sežani–1904), kontraadmiral, načelnik Pomorske vojaške akademije na Reki
- Karel Ferdinand Schonta (Žonta) pl. Seedank, (1841–1911), titularni kontraadmiral
- Alois Schusterschitz (Alojz Šušteršič) (1867 v Ribnici–?), titularni kontraadmiral
- Kamillo Schwarzl, (1865–1927), kontraadmiral, baron
- Karl Seidensacher, (1862–1938), viceadmiral
- Heinrich Josef Albert Seitz (Zajc) pl. Treffen, (1870–1940), titularni kontraadmiral

### T
- Wilhelm Joseph Franz Seraph Gabriel Tegetthoff, (1827 v Mariboru–1871 na Dunaju), viceadmiral, poveljnik avstro-ogrske vojne mornarice
- Kamillo Ernest Teuschl (Tečl), (1864–1940), kontraadmiral
- Anton Adalbert Wilhelm Triulzi (Trulc), (1863–1926), titularni kontraadmiral

### V
- Vitus Vončina, (1867–1935), kontraadmiral, baron
- Alfonz Wilfan, (1872–1938), kontraadmiral
- Anton Wiplinger, (1830–1896), viceadmiral, baron
- Alfonz Wissiak (Bizjak), (1815–1884), kontraadmiral, baron
- Julius Wissiak (Bizjak) (1815–1884), kontraadmiral

### Z
- Hugo Zaccaria (Zakarija) (1865–1941), titularni viceadmiral
- Josef Zaccaria (1823–1885), častni kontraadmiral
- Lucian Eugen Josef Maria Matthias Raimund Ziegler-Pozza (Cigler) (1852–1930), viceadmiral

### Kraljeva vojna mornarica(Royal Navy)
- John Jeffrey Rakovec, pl. Raigersfeld (1770 Ljubljana–1844), kontraadmiral, poveljnik bojne ladje v floti admirala Nelsona

### Italijanska kraljeva vojna mornarica(Reggia Marina)
- manjka vsaj deset slovenskih admiralov iz avstro-ogrske vojne mornarice (po dr. Pahorju)

### Vojna mornarica Združenih držav Amerike(US Navy)
- William Francis Petrovic (Petrovčič), (1913–1991), kontraadmiral, direktor Oddelka za modernizacijo vojne mornarice
- Edward J. Rupnik, (1924–2006), kontraadmiral, poveljnik sanitetnega korpusa vojne mornarice ZDA
- Ronald J. Zlatoper, (1942), admiral (s štirimi zvezdicami), poveljnik pacifiške flote (1994), častni konzul RS na Havajih, po očetu rodom iz Logatca, po materi pa iz Dobovca

### Nemška vojna mornarica tretjega reicha(Kriegsmarine)
- Gert Jeschonnek (Gert Ježovnik), (1912–1999), kapetan korvete Kriegsmarine (1930–1945), viceadmiral Bundeskriegsmarine, 3. inšpektor (1966–1971)

### Jugoslovanska kraljeva vojna mornarica(Jugoslovenska kraljevska ratna mornarica)
- Anton Dolenc (1871–1920), komodor
- Friedrich - Miroslav Grund (1870–1923), komodor
- Metod Koch (1874–1952), kontraadmiral, prvi poveljnik vojne mornarice Kraljevine Jugoslavije
- Richard Salcher (1875–1956), kontraadmiral, poveljnik 3. pomorske cone v Boki Kotorski
- Franjo Vučer (1875–1956), kontraadmiral, poveljnik 1. obalsko-pomorske cone na Reki

### Jugoslovanska vojna mornarica(Jugoslavenska ratna mornarica)
- Ivan Kern (1898–1991) kontraadmiral JA (JVM), poveljnik vojne mornarice Kraljevine Jugoslavije, ki je sodelovala z zavezniki (1944)
- Franjo Rustja - Čanči (1916–2005), viceadmiral, poveljnik Vojno-pomorskega področja v Splitu in načelnik Vojaško-pomorskega šolskega centra v Divuljah
- Stanislav Brovet (1930–2007), admiral, načelnik II. Uprave (obveščevalne) GŠ JLA, namestnik Zveznega sekretarja za ljudsko obrambo (1988–1992)
- Drago Štok (1929–2004), viceadmiral, poveljnik Vojno-pomorskega področja in pomočnik načelnika GŠ JLA za vojno mornarico
- Janez Tomšič (1909–1987), kontraadmiral, poveljnik flote in načelnik Vojaško-pomorskega šolskega centra v Divuljah
- Marjan Pogačnik (1941–2012), kontraadmiral, poveljnik Vojno-pomorskega sektorja v Pulju (1991)

### Slovenska vojska
- Renato Petrič (1958–), kontraadmiral, prvi admiral Slovenske vojske